# Sherry Stringfield
 (octobre 2017).
Si vous disposez d'ouvrages ou d'articles de référence ou si vous connaissez des sites web de qualité traitant du thème abordé ici, merci de compléter l'article en donnant les références utiles à sa vérifiabilité et en les liant à la section « Notes et références ».
Sherry Stringfield est une actrice américaine née le 24 juin 1967 à Colorado Springs, dans le Colorado.

## Biographie
Sherry Stringfield est l'aînée d'une famille de trois enfants (elle a deux frères). Alors qu'elle est enfant, sa famille déménage deux fois pour s'établir finalement aux environs de Houston, au Texas. Au lycée, elle passe son temps libre entre l'athlétisme et la classe d'art dramatique, jusqu'à ce qu'un de ses professeurs lui conseille de se consacrer à cette deuxième activité, en particulier sur un projet de comédie musicale. Puis, elle suit les cours du Conservatoire d'Arts Dramatiques de l'Université d'État de New York, dont elle est diplômée en 1989.

## Carrière
Son diplôme en poche, Sherry Stringfield obtient plusieurs rôles au théâtre suivi d'un premier rôle à la télévision dans le soap opera Haine et Passion, de 1989 à 1992, reprenant le rôle de Blake (tenu auparavant par Elizabeth Dennehy). Elle quitte la série car elle souhaite voyager un peu, mais retourne rapidement à Los Angeles, où elle décroche le rôle de Laura Michaels, ex-femme d'un policier (incarné par David Caruso) dans une toute nouvelle série, New York Police Blues. La série connaît un succès notable mais Sherry ne reste cependant qu'une seule saison (de 1993 à 1994). 
Dès son départ de New York Police Blues, elle se voit proposer, en 1994, un rôle dans une autre série qui débute, Urgences, créée par Michael Crichton. Elle y incarne le docteur Susan Lewis, travaillant dans un hôpital de la ville de Chicago au service des urgences. Il s'agit d'un rôle clé pour la carrière de l'actrice puisqu'il contribue à la faire connaitre du grand public, notamment grâce au succès mondial de la série. Son interprétation lui vaut trois nominations consécutives aux Emmy Awards (1995-1996-1997) et l'Award de la meilleure actrice décerné par Viewers for Quality Television. 
Mais, après trois ans au sein de la série, elle décide en 1996 de la quitter subitement (le contrat la liait jusqu'en 1997), les horaires de tournages ne lui convenant pas et souhaitant pouvoir jouer davantage au théâtre et se consacrer à son petit ami, le banquier Lambroza Odell (qu'elle quittera l'année suivante). Cependant, elle ne peut alors plus jouer dans des séries et films puisqu'elle signe un contrat d'arrêt de travail allant de 1996 à 1997, pour quitter la série. 
En octobre 1998, elle épouse Larry Joseph. 
En 1997, John Wells lui demande de reprendre son rôle de Susan Lewis dans Urgences, mais elle refuse. Son retour se fait en 1998 dans un petit rôle dans le film Studio 54, puis elle apparaît dans le téléfilm Enfants à vendre où elle a le rôle principal et, en 2000, elle joue aux côtés de Richard Gere dans le film Un automne à New York. 
Après la naissance de sa petite fille Phoebe, le 15 mars 2001, l'actrice décide de revenir dans Urgences, et reprend ainsi le personnage de Susan Lewis dès la 8e saison de la série et jusqu'au premier épisode de la saison 12, participant ainsi à un crossover avec la série New York 911, produit par John Wells (également producteur d’Urgences). 
Le 12 avril 2004, elle donne naissance à son deuxième enfant, Milo. Deux ans après, elle divorce de son mari. Après son second départ d’Urgences en 2005, elle apparaît dans des séries telles que New York, police judiciaire, Shark et Tell Me You Love Me. En 2009, elle  participe au dernier épisode de la quinzième saison d’Urgences (qui est aussi le dernier épisode de la série), qui réunit certains des anciens membres du casting.
Depuis 2010, elle apparaît dans plusieurs téléfilms et séries télévisées (Les Experts, Under the Dome, Criminal minds : Beyond Borders).

## Filmographie

### Télévision
- 1989 - 1991 : Haine et passion  : Blake Spaulding #4
- 1993 - 1994 : New York Police Blues  : Laura Michaels Kelly
- 1994 - 1996 : Urgences  : Dr Susan Lewis
- 1999 : Enfants à vendre (Border Line) (téléfilm) : Allison Westlin
- 1999 : Les anges du bonheur (1 épisode) : Major Josie Saunders
- 2000 : Le choix du retour (Going Home) (téléfilm) : Katherine Barton
- 2001 : Blue's Clues (1 épisode) : Eyeleen (voix)
- 2001 - 2005 : Urgences  : Dr Susan Lewis
- 2002 : New York 911 (saison 3, épisode 20) : Dr Susan Lewis
- 2006 : Company Town (téléfilm) : Angie Amberson
- 2007 : Tell Me You Love Me  : Rita
- 2007 : Shark : Nora March (2 épisodes)
- 2008 : US Marshals : Protection de témoins  : Marci Allen / Marci Arnstein
- 2008 : New York Police Judiciaire (1 épisode) : Carly
- 2009 : Urgences  : Dr Susan Lewis
- 2009 : Larry et son nombril (Curb your enthusiasm) (Saison 7, Épisode 4) : Mary Jane Porter
- 2009 : Back (téléfilm) : Cheryl Miles-Burke
- 2010 : Night and Day (téléfilm) : Elizabeth Hollister
- 2010 : L'Homme aux mille visages (Who Is Clark Rockefeller?) de Mikael Salomon (téléfilm) : Sandra Boss
- 2011 : Katie, bannie des siens (The Shunning) (téléfilm) : Laura Mayfield-Bennett
- 2011 : Criminal Behavior (téléfilm) : Molly Collins
- 2012 : Meurtres à Charlotte (Hornet's Nest) (téléfilm) : Virginia West
- 2013 : L'Héritage de Katie  (téléfilm) : Laura Mayfield-Bennett
- 2013 : Les Experts  : Dawn Banks
- 2014 : Les menaces du passé (téléfilm) : Miranda
- 2014 : Under the Dome  : Pauline Rennie
- 2015 : Going Clear Scientology: La vérité révélée au grand jour (documentaire) : Sara Northrup (voix)
- 2016 - 2017 : Criminal Minds: Beyond Borders  : Karen Garrett

### Cinéma
- 1995 : Burnzy's Last Call : Jackie
- 1998 : Studio 54 : Viv
- 2000 : Un automne à New York : Sarah
- 2001 : Viva Las Nowhere : Marguerite
- 2007 : Forfeit : Karen
- 2009 : Le Beau-père  : Leah
- 2011 : Born to race  : Lisa Abrams
- 2016 : Du mauvais côté de la loi (The Dog Lover) de Alex Ranarivelo : Jackie O'Connell

## Voix françaises
En France
| - Emmanuelle Bondeville dans : - Urgences (série télévisée) - Les Anges du bonheur (série télévisée) - Le Choix du retour (Téléfilm) - New York 911 (série télévisée) - Shark (série télévisée) - Le beau-père - L'Héritage de Katie (Téléfilm) - Under the Dome (série télévisée) - Esprits criminels : Unité sans frontières (série télévisée) | et aussi - Céline Monsarrat dans New York Police Blues (série télévisée) - Marie-Hélène Burget dans Un automne à New York - Chantal Baroin dans Larry et son nombril (série télévisée) |